# Pilea hookeriana
Pilea hookeriana är en nässelväxtart som beskrevs av Hugh Algernon Weddell. Pilea hookeriana ingår i släktet pileor, och familjen nässelväxter. Inga underarter finns listade i Catalogue of Life.